# Station Haarlem Spaarnwoude
Station Haarlem Spaarnwoude is een spoorwegstation in Haarlem, gelegen aan de Oude Lijn. 

## Station
Het station ligt aan de oostkant van Haarlem en is gelegen aan de Amsterdamsevaart tussen de wijk Parkwijk en Zuiderpolder en bedrijventerrein Waarderpolder. Het station werd geopend op 24 mei 1998. Het heeft geen stationsgebouw, maar wordt gekenmerkt door een loopbrug over het spoor en de naastgelegen autoweg A200. In 2020 werden aan die loopbrug drie glas/metalen liftkokers gekoppeld zodat ook rolstoelgebruikers en mensen die slecht ter been over de brug kunnen komen.

## Omgeving
Aan de noordzijde van het station zijn IKEA Haarlem en de Veerplas gelegen. Op een kademuur van 60 meter is met 400 spuitbussen een graffitikunstwerk aangebracht. Het refereert aan de eerste passagierstrein in Nederland met een afbeelding van de Arend. Aan de andere kant, richting Amsterdam, is een gele Hondenkop afgebeeld. Met een joetje, een guldenbiljet, wordt verwezen naar de drukkerij Johan Enschedé, sinds de jaren 80 gevestigd op het nabijgelegen bedrijventerrein Waarderpolder. Op het "stationsplein" Woudplein geheten staat het beeld 1234567 van Hannes Kuiper.

## Treinen
| Serie | Treinsoort    | Route                                                                     | Bijzonderheden                                                                                     |
| ----- | ------------- | ------------------------------------------------------------------------- | -------------------------------------------------------------------------------------------------- |
| 4800  | Sprinter (NS) | Amsterdam Centraal – Haarlem Spaarnwoude – Haarlem – Alkmaar – Hoorn      | Rijdt vanaf 20:00 uur één keer per uur tussen Alkmaar en Hoorn.                                    |
| 14800 | Sprinter (NS) | Uitgeest – Beverwijk – Haarlem – Haarlem Spaarnwoude – Amsterdam Centraal | Rijdt enkel eenmaal in de late vrijdag- en zaterdagavond en alleen richting Amsterdam Centraal.    |
| 5400  | Sprinter (NS) | Amsterdam Centraal – Haarlem Spaarnwoude – Haarlem – Zandvoort aan Zee    | Wordt 's avonds na 20:00 en in het weekend niet tussen Amsterdam Centraal en Haarlem v.v. gereden. |

## Bussen
Dit station beschikt over drie bushaltes. Haarlem, Station Spaarnwoude (noord) gelegen aan de noordzijde bij het parkeerterrein, Haarlem, Station Spaarnwoude (zuid) gelegen aan de zuidzijde en Haarlem, Station Spaarnwoude gelegen aan de A200/N200. De buslijnen die de drie haltes bedienen horen bij de concessie Haarlem/IJmond, sinds deze in handen is van Connexxion.
| Lijn | Route | Soort     | Bijzonderheden                                               |
| ---- | --- | --------- | ------------------------------------------------------------ |
| 2    | Haarlem, Station Spaarnwoude (zuid) - Zuiderpolder - Slachthuisbuurt - Centrum - Haarlem, Station - Kleverpark - Sinnevelt - Haarlem, Delftplein/Spaarne Gasthuis                        | Stadsbus  |                                                              |
| 15   | Haarlem, Station - Haarlem, Station Spaarnwoude (noord) - Haarlem, Waarderweg | Stadsbus  | Rijdt niet in het weekend                                    |
| 80   | Zandvoort, Centrum - Heemstede, Station - Haarlem, Schipholweg/Europaweg - Haarlem, Station Spaarnwoude - Halfweg, Station Halfweg-Zwanenburg - Amsterdam, Busstation Elandsgracht       | Streekbus |                                                              |
| 680  | Aerdenhout, Boekenroodeweg - Heemstede, Station - Haarlem, Schipholweg/Europaweg - Haarlem, Station Spaarnwoude - Zwanenburg - Halfweg, Station Halfweg-Zwanenburg                       | Schoolbus | 's Ochtends richting Aerdenhout, 's middags richting Halfweg |
| N80  | Amsterdam, Leidseplein → Halfweg, Station Halfweg-Zwanenburg → Haarlem, Station Spaarnwoude → Haarlem, Station → Haarlem, Delftplein/Spaarne Gasthuis → Velserbroek → Beverwijk, Station | Nachtbus  | Rijdt alleen op vrijdag- en zaterdagnacht                    |

## Ontwikkeling aantal reizigers
Het aantal door NS vervoerde reizigers (per gemiddelde werkdag) ontwikkelde zich sedert 2019 als volgt:
| Jaar | Aantal reizigers |
| ---- | ---------------- |
| 2019 | 4.170            |
| 2020 | 2.125            |
| 2021 | 2.074            |
| 2022 | 2.943            |
| 2023 | 3.654            |
| 2024 | 3.729            |

## Afbeeldingen

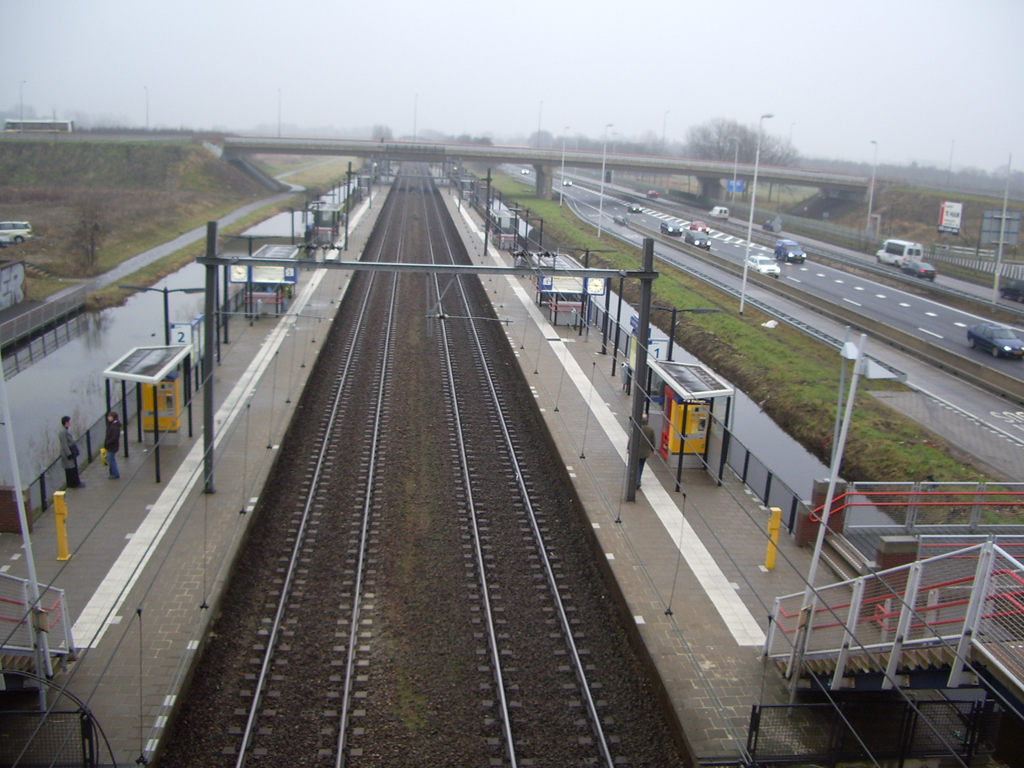
Perrons in 2006
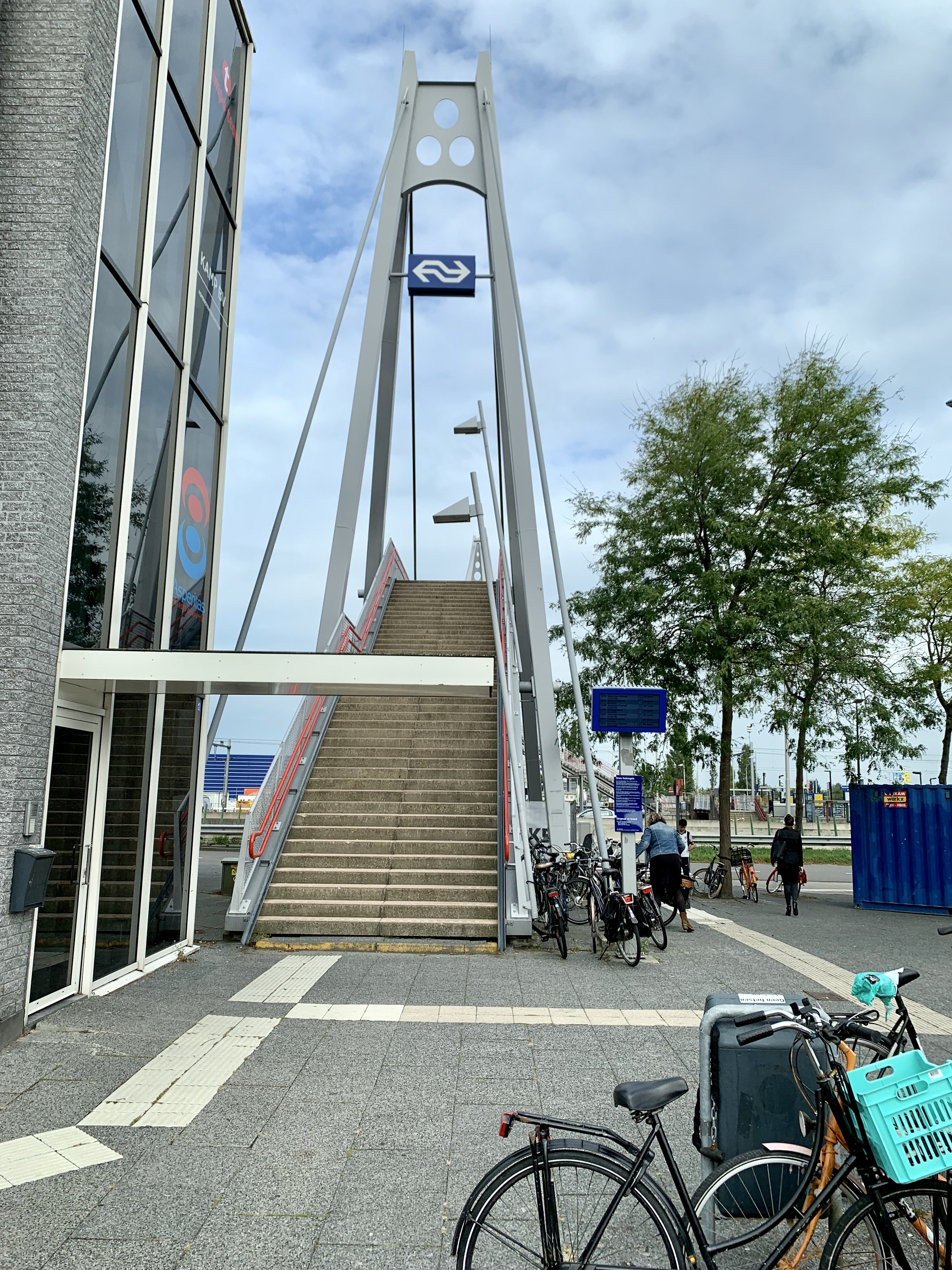
De traverse in 2019 vanaf het zuidelijk Stationsplein voordat de liften werden geplaatst
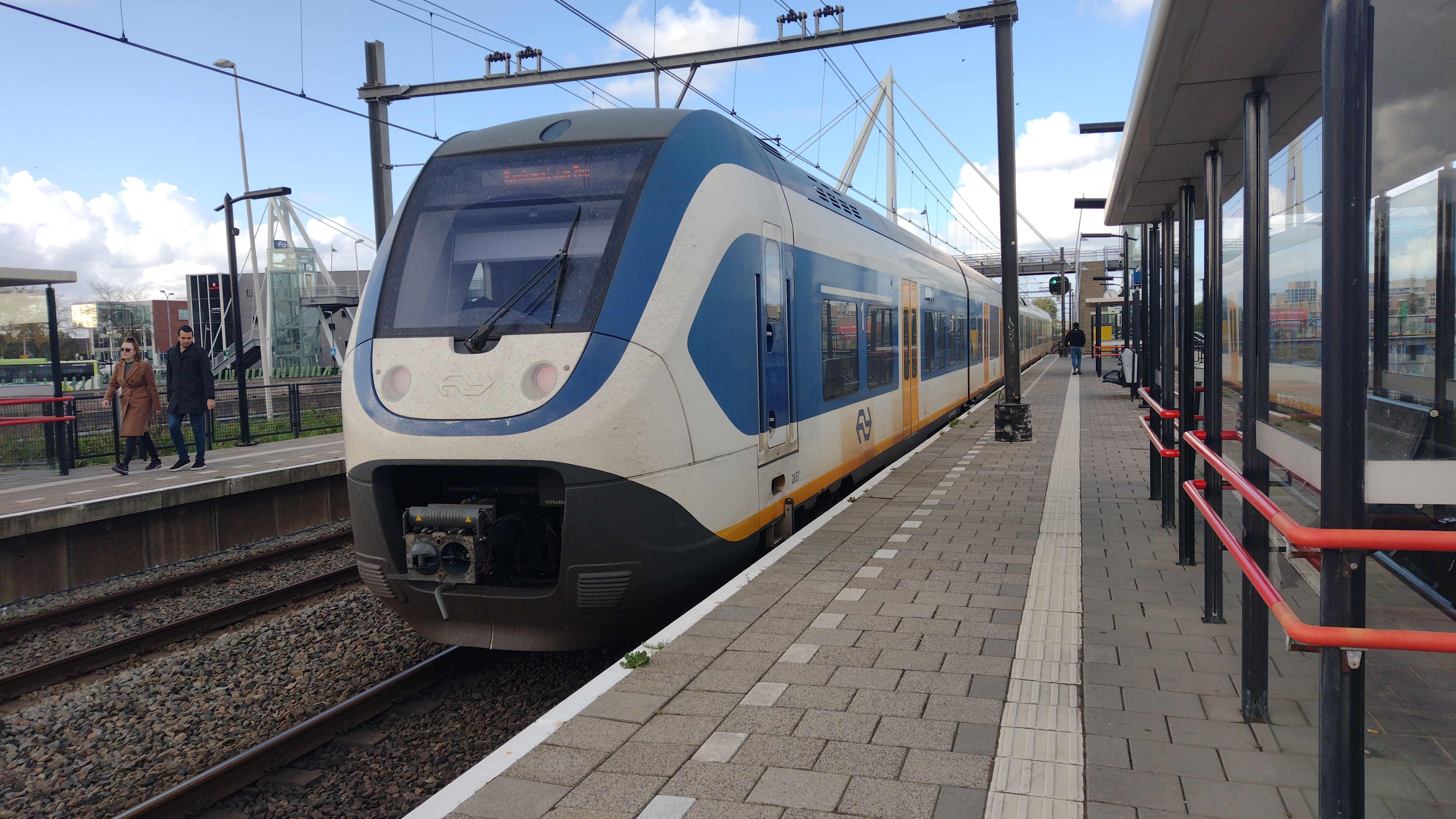
SLT op het station
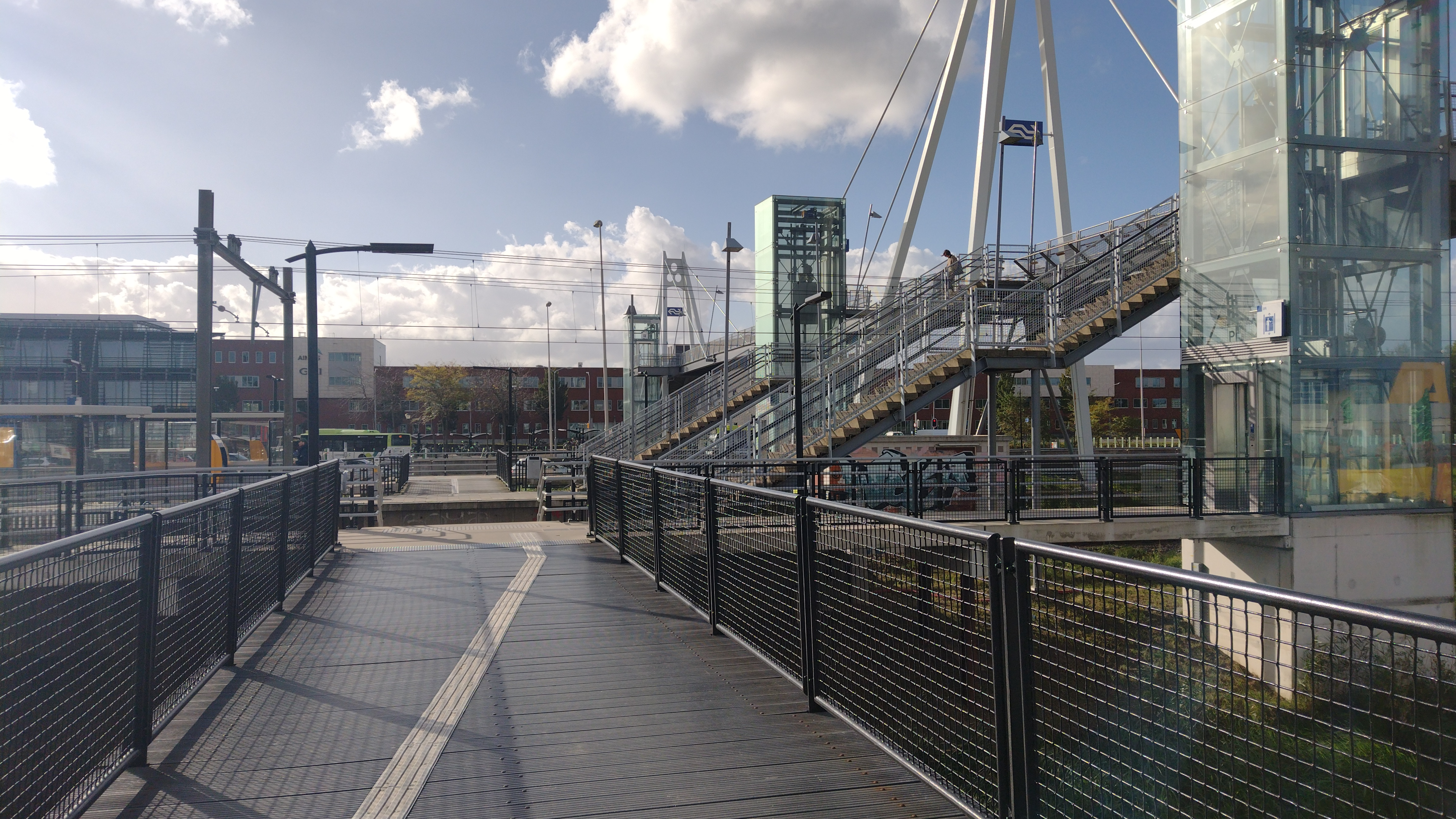
Liften

−1: Amsterdam Centraal ·
−1: Amsterdam Westerdok ·
0: Amsterdam Willemspoort ·
0: Amsterdam d'Eenhonderd Roe ·
3: Amsterdam Sloterdijk ·
9: Halfweg-Zwanenburg ·
14: Haarlem Spaarnwoude
17: Haarlem ·
21: Heemstede-Aerdenhout ·
25: Vogelenzang ·
28: Hillegom ·
30: Veenenburg ·
32: Lisse ·
36: Piet Gijzenbrug ·
38: Voorhout ·
41: Postbrug ·
42: Warmond ·
46: Leiden Centraal ·
48: De Vink ·
51: Voorschoten ·
54: Statistiek ·
57: Den Haag Mariahoeve ·
59: Den Haag Laan van NOI ·
61: Den Haag HS ·
63: Den Haag Moerwijk ·
65: Rijswijk ·
69: Delft ·
71: Delft Campus ·
77: Kethel ·
80: Schiedam Centrum ·
82: Beukelsdijk ·
84: Rotterdam Delftse Poort ·
84: Rotterdam Centraal
Alkmaar ·
-Noord ·
Amsterdam:
-Amstel ·
-ArenA ·
-Bijlmer ArenA · 
-Centraal ·
-Holendrecht ·
-Lelylaan ·
-Muiderpoort ·
-RAI ·
-Science Park ·
-Sloterdijk ·
-Zuid ·
Anna Paulowna ·
Beverwijk ·
Bloemendaal ·
Bovenkarspel:
-Flora ·
-Grootebroek ·
Bussum Zuid ·
Castricum ·
Den Helder ·
-Zuid ·
Diemen ·
-Zuid ·
Driehuis ·
Duivendrecht ·
Enkhuizen ·
Haarlem ·
-Spaarnwoude ·
Halfweg-Zwanenburg ·
Heemskerk ·
Heemstede-Aerdenhout ·
Heerhugowaard ·
Heiloo ·
Hilversum ·
-Media Park ·
-Sportpark ·
Hollandsche Rading ·
Hoofddorp ·
Hoogkarspel ·
Hoorn ·
-Kersenboogerd ·
Koog aan de Zaan ·
Krommenie-Assendelft ·
Naarden-Bussum ·
Nieuw Vennep ·
Obdam ·
Overveen ·
Purmerend ·
-Overwhere ·
-Weidevenne ·
Santpoort:
-Noord ·
-Zuid ·
Schagen ·
Schiphol Airport ·
Uitgeest ·
Weesp ·
Wormerveer ·
Zaandam ·
-Kogerveld ·
Zaandijk Zaanse Schans ·
Zandvoort aan Zee
Stations van de Museumstoomtram Hoorn-Medemblik:
Tramstation Hoorn · 
Zwaag ·
Wognum-Nibbixwoud ·
Twisk ·
Opperdoes ·
Medemblik
Voormalige stations: zie de lijst van voormalige spoorwegstations in Noord-Holland